# Les Petits Ruisseaux
Pour plus de détails, voir Fiche technique et Distribution.
Les Petits Ruisseaux est un film français réalisé par Pascal Rabaté, sorti en 2010 et adapté de sa propre bande dessinée parue en 2006.

## Synopsis
À Mazé, petite commune angevine au bord de la Loire, Émile Garreau veuf retraité, mène une vie tranquille. Il se déplace lentement au volant de sa Mini Comtesse. Presque chaque jour, il va à la pêche avec son ami Edmond Bello, divorcé depuis dix ans. Edmond lui dit qu'il ne viendra pas le lendemain à la pêche, car il doit s'occuper de papiers administratifs. Edmond a un chat. Émile retrouve ses copains au bar « Le penalty », où chacun raconte ses histoires. Le charcutier dit qu'il a vu Edmond à Angers en compagnie d'une femme. Le lendemain à la pêche, Edmond reconnait qu'il a menti et révèle que quand il ne vient pas à la pêche, il va à des rendez-vous galants, qui se terminent presque à chaque fois par une relation sexuelle. Edmond invite Émile à manger chez lui. Il lui montre son secret : son atelier de peinture. Edmond peint des tableaux de femmes nues. Il lui dit qu'il veut profiter de la vie. Depuis peu, il a rencontré Lucie dans un salon de danse, avec qui il a une relation suivie et qu'il envisage de se mettre en couple avec elle. Émile est chamboulé par ces révélations et se demande s'il ne devrait pas essayer de faire comme son ami, mais il est hanté par le souvenir de sa défunte Jeanne.
Quelques jours plus tard, alors qu'il peint en musique dans son atelier, Edmond a un malaise et s'écroule. À l'enterrement d'Edmond, Émile voit une femme seule qu'il ne connait pas et devine que c'est Lucie. Le groupe d'amis va ensuite jouer à la boule de fort. Émile va rejoindre Lucie qui attend dans l'abribus. Ils font connaissance et il la ramène devant chez elle à Angers. Le fils d'Edmond brûle les toiles de son père. Discrètement, Émile parvient à sauver de justesse deux tableaux des flammes.
Émile a des hallucinations : il voit nues les femmes qu'il croise. Son médecin ne lui trouve rien. À Angers, Émile croise Lucie par hasard. Ils vont boire un thé en discutant et sympathisent. Lucie lui donne son numéro de téléphone portable et lui propose qu'ils se revoient pour aller danser. Le fils d'Émile vient lui rendre visite. Il a acheté une caravane neuve. Son épouse est enceinte de jumeaux. Émile décline leur offre de l'emmener avec eux en vacances et révèle qu'il a rencontré une femme. Cette nouvelle les ravit.
Émile va danser avec Lucie. Elle l'invite ensuite à boire un thé dans son appartement. Il s'apprête à lui déclarer sa flamme. Mais elle lui parle d'Edmond. Émile voit alors le fantôme nu de son ami à côté de Lucie, il panique et s'enfuit précipitamment.
Émile va fleurir la tombe de Jeanne et celle d'Edmond, puis part seul au volant de sa voiture sans rien dire à personne sur sa destination. Il recommence à fumer. Il dort à la belle étoile. Il a décidé de retourner à la maison de son enfance en Corrèze. Arrivé à destination, voyant une femme nue à cheval, il croit être à nouveau victime de ses hallucinations et s'évanouit. Il découvre que le bâtiment est squatté par un groupe de jeunes marginaux hippies...

## Fiche technique
- Titre : Les Petits Ruisseaux
- Réalisation : Pascal Rabaté
- Scénario : Pascal Rabaté, d'après sa bande dessinée éponyme
- Photographie : Benoît Chamaillard
- Musique : Alain Pewzner
- Son : Jean-François Maître, Jocelyn Robert et Jean-Paul Loublier
- Montage : Jean-François Elie
- Effets visuels numériques : DUBOI
- Production : Xavier Delmas et Jean-Louis Livi
- Lieux de tournage : Mazé, Angers[1], Saint-Mathurin-sur-Loire, La Ménitré
- Pays : France
- Durée : 94 minutes
- Date de sortie : France - 23 juin 2010

## Distribution
- Daniel Prévost : Émile Garreau
- Philippe Nahon : Edmond Bello
- Bulle Ogier : Lucie Gaillet
- Julie-Marie Parmentier : Lena
- Hélène Vincent : Lyse
- Bruno Lochet : Gérard
- Charles Schneider : le patron du « Pénalty »
- Vincent Martin : Gaston
- Joël Le François : le charcutier
- Philippe Rigot : le poissonnier
- Sören Prévost : Bruno
- Cédric Vieira : Christian
- David Salles : David

## Musique
Sauf indication contraire ou complémentaire, les informations mentionnées dans cette section proviennent du générique de fin de l'œuvre audiovisuelle présentée ici.
- Catfish Gumbo par Bradney Scott de 2009.
- La Banane par Jean-Pierre Mottier et Léo Missir de 1957.
- Bananes par Léo Missir de 1960.
- Funky Ninja par David Cabrera et Phil Mc Arthur.

## Accueil

### Accueil critique
En France, le site Allociné propose une note moyenne de 3,6⁄5 à partir de l'interprétation de critiques provenant de 21 titres de presse.

## Articles de presse
- « Les Petits ruisseaux » Article publié le 18 juin 2010 dans Les Inrockuptibles.
- « L'éducation sentimentale d'Émile Garreau par Fabien Baumann (Positif n°592) » Article de Fabien Baumann publié dans Positif sur le site de l'Institut français.